# Graduation (film)
Pour les articles homonymes, voir Graduation.
Pour plus de détails, voir Fiche technique et Distribution.
Graduation est un film américain réalisé par Michael Mayer, sorti en 2007.

## Synopsis
Carl, Polly, Chauncey et Jackson sont un groupe d'étudiants proche de l'obtention du diplôme. Ils décident de braquer la banque du père de Polly pour payer une opération à la mère de Carl.

## Fiche technique
- Titre : Graduation
- Réalisation : Michael Mayer
- Scénario : Michael Mayer et D. Cory Turner
- Musique : Brian Ralston
- Photographie : Matthew Uhry
- Montage : Jane Kurson (en)
- Production : Robin Bradford, Bob Degus, Scott Hanson et Jane Sindell
- Société de production : Hanson Film Group, Blueline Films, Blumhouse Productions et Graduation Film Production LLC
- Société de distribution : Redwood Palms Pictures (États-Unis)
- Pays :  États-Unis
- Genre : Comédie dramatique
- Durée : 89 minutes
- Dates de sortie : 
  -  États-Unis : 24 avril 2007 (WorldFest-Houston International Film Festival), 2 mai 2008

## Distribution
- Shannon Lucio : Polly Deely
- Chris Marquette : Carl Jenkins
- Riley Smith : Chauncey Boyd
- Chris Lowell : Tom Jackson
- Catherine L. Albers : Mme. Poole
- Adam Arkin : Dean Deeley
- Greg Benson : le sergent Wrigley
- Aimee Garcia : Suzy Winters
- Brandon Hanson : Derek
- Tommy Lafitte : Leroy Dell
- Huey Lewis : Mike
- Jennifer Ann Massey : Barbara
- Larry John Meyers : le détective Hale
- Jeff Monahan : Floyd
- Maryanne Nagel : la mère de Chauncey
- Glynnis O'Connor : Mary
- Bingo O'Malley : M. Ryerson
- Lisa Ann Walter : Carol
- Ian Short : Charlie
- Kristin Frantz : Anna
- Trisha Simmons : Marie
- Jessie Spartano : Kat
- Michael Joseph Thomas Ward : le principal Geibel

## Distinctions
Le film a remporté le Platinum Award au WorldFest-Houston International Film Festival.